# 鰭半齒脂鯉
鰭半齒脂鯉，為輻鰭魚綱脂鯉目脂鯉亞目半齒脂鯉科的其一種，分布於南美洲埃塞奎博河、内格罗河、亞馬遜河、马代拉河等流域，體長可達9.2公分，棲息在底中層水域，生活習性不明，可做為食用魚。